# 그리스 음악
그리스 음악은 그리스의 역사적으로 다양하게 치부되어 왔다.
고대 그리스에서 '무지케'란 말은 음악을 중심으로 시, 무용, 연기 등을 포함한 종합적인 예술을 뜻하였다. 음악은 예배나 제례 등의 경우를 통하여 생활과 밀접하게 결부되었으며, 국가의 청년층을 도덕적으로 육성하기 위한 수단으로 사용되어 왔다. 또한 피타고라스나 아리스토텔레스, 플라톤 등에 의해서 음악의 학문적 연구가 처음으로 시도되었다는 점 등에 특색이 있다. 플라톤의 제자인 아리스토텔레스(384-322)는 플라톤처럼 음악의 윤리적 효과까지 논하고 있으나 동시에 음악을 오락의 대상으로서도 인정하고 있었다.
그리스 음악의 전설 가운데에서 오르페우스나 아폴론 등의 전설은 유명하지만, 도시국가에서 국가의 보호를 받아 음악이 생활 속에 들어온 것은 기원전 7세기 초의 스파르타에서였다.
이 시기의 음악가로서 이름이 남아 있는 사람은 키타라라고 하는 현악기의 반주가 따르는 노래를 불러 제전(祭典)에서 상을 받았다고 하는 텔판드로스(BC 675년경)나, 관악기 아울로스로 반주를 하는 노래와 연주에 뛰어났다는 사카다스(기원전 586년경), 아폴론에 대한 송가(頌歌) <파이안>의 작자로 유명한 탈레타스, 크세노다모스 등을 들 수 있다.
그 뒤 아테네로 문화의 중심이 옮겨져(기원전 6-4세기) 극음악이 발달하였다. 이 시대의 극음악은 종합예술로서 12, 3명으로 구성된 코러스가 노래와 춤을 담당하여 개막(프롤로고스), 입장의 노래(파라도스)로 시작하여 퇴장의 노래(엑소도스)로 끝났다고 한다. 또한 극음악 외에는 사포, 아나클레온 등의 서정시가 음악적으로 낭창되었다.
이윽고 이와 같은 그리스 음악의 융성은 차차로 쇠퇴하여 기원전 2세기경에는 소멸하고 말았다.
그리스 음악에 대하여 현존하는 자료는 극히 적으나, 델포이에서 발견된 2개의 아폴로의 찬가(기원전 2세기 후반경), 세이길로스의 노래(기원전 2세기 또는 1세기), 크레타의 시인 메소메데스의 작품이라고 하는 뮤즈, 헬리오스, 네메시스에게 바친 찬가(2세기) 등이 있다.
한편 사용됐던 악기로는 리라, 포르밍크스, 키타라, 하프, 복관 오보에인 아울로스, 파이프를 가로로 연결한 시링크스 등이 있었다.

## 같이 보기
- 튀르키예의 음악
- 부주키
- 그리스의 기타 연주자 목록